# Pharzites nigritarsis
Pharzites nigritarsis är en stekelart som beskrevs av Cameron 1905. Pharzites nigritarsis ingår i släktet Pharzites och familjen brokparasitsteklar. Inga underarter finns listade i Catalogue of Life.